# Nagyszeben magyar irodalmi élete
Nagyszeben magyar irodalmi élete – Az Árpád-házi királyok idején különleges jogokkal itt letelepített szász városalapítók hatása az erdélyi magyar és román művelődésre főleg a szászok fejlett nyomdáinak köszönhető. Itt fejtett ki tudományos munkásságot Köleséri Sámuel orvos és polihisztor (1663-1732), itt adta ki Bod Péter Magyar Athenas (1767) c. irodalmi lexikonját, s a Hochmeister-féle nyomdában jelent meg az első erdélyi magyar közéleti lap, az Erdélyi Magyar Hír-Vivő (1789) Fábián Dániel és Cserei Elek szerkesztésében. Itt nyomtatták az erdélyi országgyűlés naplóját (1834), beszédeinek tárát (1837), majd gyorsírói naplóját (1863).

## 1918-ig
A 19. század első felében megindult Nagyszebenben a magyar lakosok társadalmi és művelődési szervezkedése is. 1837-ben Olvasóegyesület, 1877-ben Dal- és Műkedvelő Egyesület alakult, majd sor került lapok indítására. Az 1864-ben indult Erdélyi Hírlapban s az ugyancsak rövid életű Szeben és Fogaras Vármegye c. újságban irodalmi alkotások (vers, próza, tárca) is jelentek meg. A leghosszabb életű lapot, a Nagyszebeni Újságot 1904-ben alapították, ez az államfordulat után is megjelent 1919 februárjáig Sólyomi Elek és Szőcs Géza szerkesztésében. Volt a városnak magyar nyelvű egyházi lapja is, Az Idők Jelei c. katolikus egyházi lap (1913-16), amely tudományos adatokat is közölt, például a nagyszebeni földrengések történetéről.
Nagyszebenben töltötte gyermekkorát Kós Károly és Lám Béla, itt született Borsos Miklós képzőművész, aki önéletrajzi regényében felidézi a város század eleji életét. 1911-ben ünnepélyesen leplezték le Istók János neves szobrász Petőfi-emlékreliefjét azon a házon, ahol a szabadságharc alatt a költő megszállt.

## 1918 után
Az itt élő magyarság mindig ápolta a kapcsolatokat a szász és román kultúrával. A helyi sajtó Goga-versek fordítását közölte, s Borsos Miklós első bronzérme Eminescut ábrázolta. 1918 éledező forradalmi hangulatát fejezte ki az erdélyi magyar újságírók nagyszebeni találkozója augusztus 20-án, amikor is 15 lap képviselői gyűltek össze, s üdvözölték az aradi sztrájkoló munkásokat. 1919. június 20-án jelent meg Lengyel Béla szerkesztésében az Új Világ c. közéleti lap, keresve a román-magyar kapcsolatok erősítésének lehetőségeit az új államkeretben. 1925-ben sikeres Jókai-ünnepségekre került sor a városban.
A két világháború között inkább gazdasági és társadalmi jellegű román, német és magyar nyelvű lapok indultak itt, szépirodalmi művekkel főleg a népszerű naptárak jelentkeztek. Az 1943-ban itt járt Méliusz József Sors és jelkép c. könyvében leírta a város közérzetét az Antonescu-diktatúra körülményei közt. Az 1940-es évek végétől az irodalmi érdeklődés fő ösztönzője az Octavian Goga Líceum magyar tagozatán működő Petőfi Sándor Irodalmi Kör. Író-olvasó találkozókat, irodalmi ünnepségeket, versenyeket rendezett, s ápolta a helyi hagyományokat. A kör figyelme kiterjedt a Vöröstoronyi-szoros közelében fekvő Szakadát ősi magyar szórvány-településre is, ahol a kör tagjai az 1970-es években népdalokat és népszokásokat jegyeztek fel. A gyűjtés eredményeit Józsa Benjámin és Erzse Jenő tanárok összeállításában filmriport mutatta be a Román Televízió magyar adásában.
A város történelmi hangulata vonzotta a képzőművészeket. Itt élt Bodor Mária, az Állami Színház díszlet- és jelmeztervezője, akinek Életfa, Dózsa György és Hunyady János c. kompozíciói emlékezetesek; Kasza Imre muzeológus, jeles grafikus és festő, akárcsak Orth István, akinek reprezentatív művei közt Kós Károly, Bartók Béla emléklap ("in memoriam") is szerepelt. A szelistyei szobrásztábort 1986-ban bekövetkezett haláláig Gyenge Imre szobrász, a népművészeti iskola tanára szervezte és vezette.

## 1989 után
Az 1989-es fordulat óta a város magyar lakosságának szellemi tevékenysége fellendült. Az RMDSZ helyi szervezete együttműködve a Német Fórummal közös székházat szerzett, az EMKE kereteiben működő Polgári Magyar Művelődési Egyesület zeneesteket, irodalmi találkozásokat és ünnepélyeket rendez. A műkedvelő színjátszók köre nemcsak a város magyarságát szórakoztatja, hanem fellép Vizaknán, Szakadáton, Bolyán is. Újjáéledt az érdeklődés a népi táncok iránt, megalakult a népi tánccsoport. Magyar nyelvű helyi rádióadás első ízben 1993. december 10-én hangzott el. A bemondó-szerkesztő akkor Serfőző Emese volt. A Nagyszebeni Rádió magyar adását (heti 1 óra) 1994 februárjától Kotilla Emil vezeti. Ugyancsak heti 1 órás magyar adást sugároz 1994. október 10-e óta a Radio Activ.
Feléledt a sajtó is. Bár a szász lakosság nagy része kivándorolt, a város háromnyelvű jellegének megőrzéséért 1991-92-ben Argument Magazin címmel román-magyar-német nyelvű hetilap jelent meg. 1994-ben indult a Nagyszeben és Vidéke c. politikai és művelődési lap előbb Szabó Ernő, majd Kalmár Zoltán szerkesztésében, a dévai Corvin Magazin kiadásában. Havi folyóirat is indult e kiadó közreműködésével, a Nagyszebeni Hírmondó, az RMDSZ helyi szervezetének lapja (1994-95).
Az általános fellendülésben jelentős szerepet játszik az általános iskolai és a líceumi magyar tagozat tanszemélyzete és ifjúsága.